# Rejectaria aratus
Rejectaria aratus är en fjärilsart som beskrevs av Druce 1891. Rejectaria aratus ingår i släktet Rejectaria och familjen nattflyn. Inga underarter finns listade.